# Nowosolna (Łódź)
Nowosolna [nɔvɔ'sɔlna] (deutsch Neusulzfeld) ist ein Teil des Łódźer Stadtteils Widzew. 

## Lage
Es liegt im Osten von Łódź auf dem Gebiet der Wzniesienia Łódzkie und hat etwa 2000 Einwohner. Durch die Siedlung fließt die Miazga, die auf dem Gebiet Nowosolnas ihre Quellen hat.
In Nowosolna befindet sich der Sitz der Gmina Nowosolna, die zum Kreis Lodz-Ost gehört. Nowosolna selbst gehört nicht zur Gemeinde Nowosolna.
Nowosolna entstand um 1802 unter dem Namen Neu-Sulzfeld als Siedlung deutscher Kolonisten, Protestanten, die größtenteils aus Württemberg stammten.
Das Dorf ist in der ungewöhnlichen Form eines achtstrahligen Sterns angelegt. Zentraler Punkt ist der Platz, an dem alle Straßen zusammen laufen. Diese Kreuzung ist Touristenattraktion des Ortes und gilt als einzigartig im Städtebau in Polen und Europa.
Im Jahr 1988 wurde Nowosolna nach Łódź eingemeindet.
Östlich des Marktplatzes von Nowosolna wurde 2006–2008 die Autostrada A1 (Polen) mit dem Kreuz Brzeziny errichtet.

## Sehenswürdigkeiten
- Holzkirche aus dem 19. Jahrhundert sowie Glockenturm, die Kirche ist heute im Skansen für Holzarchitektur in Łódź ausgestellt.

Lage im Stadtteil Widzew
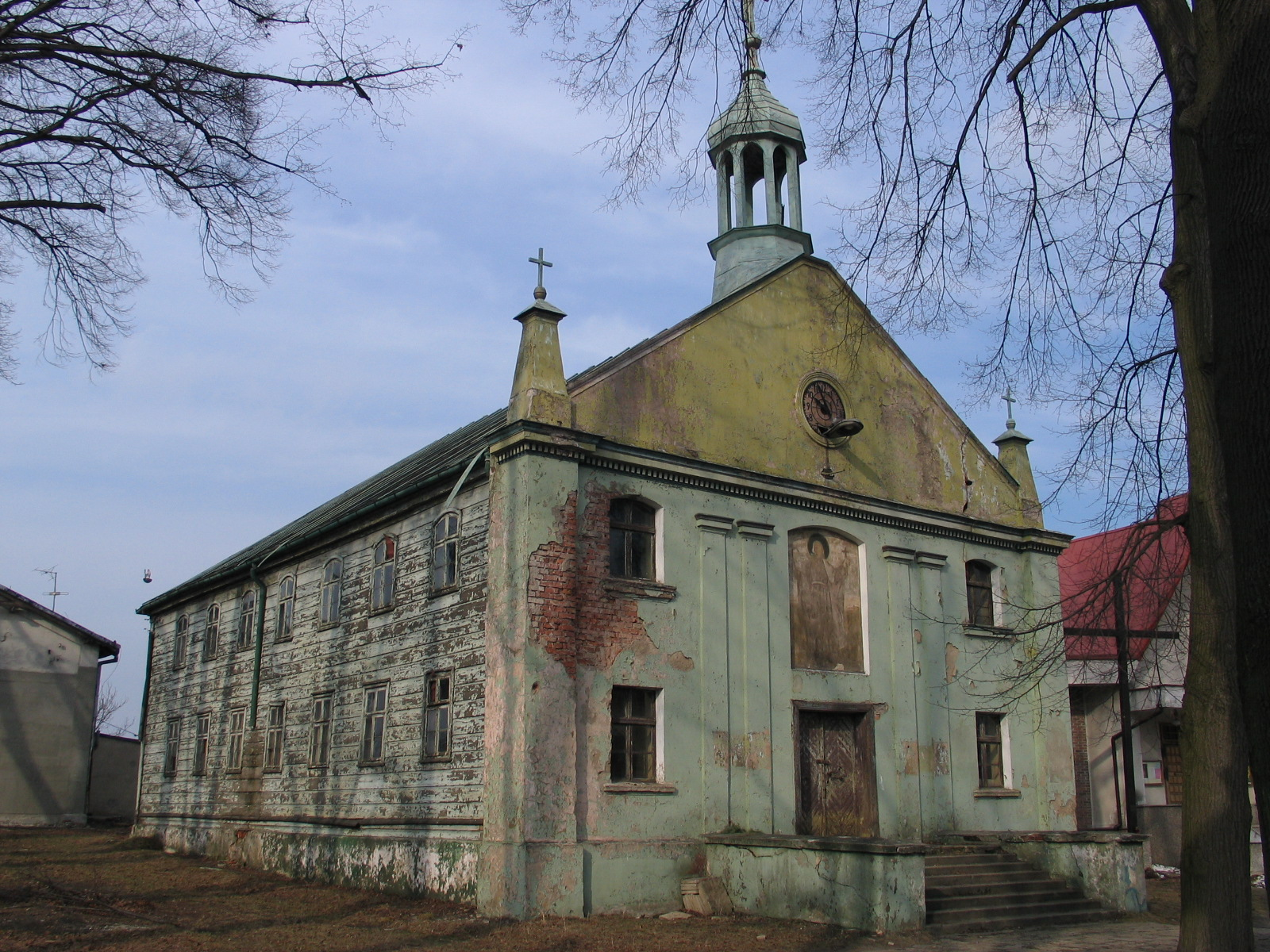
Die evangelische Kirche am alten Standort
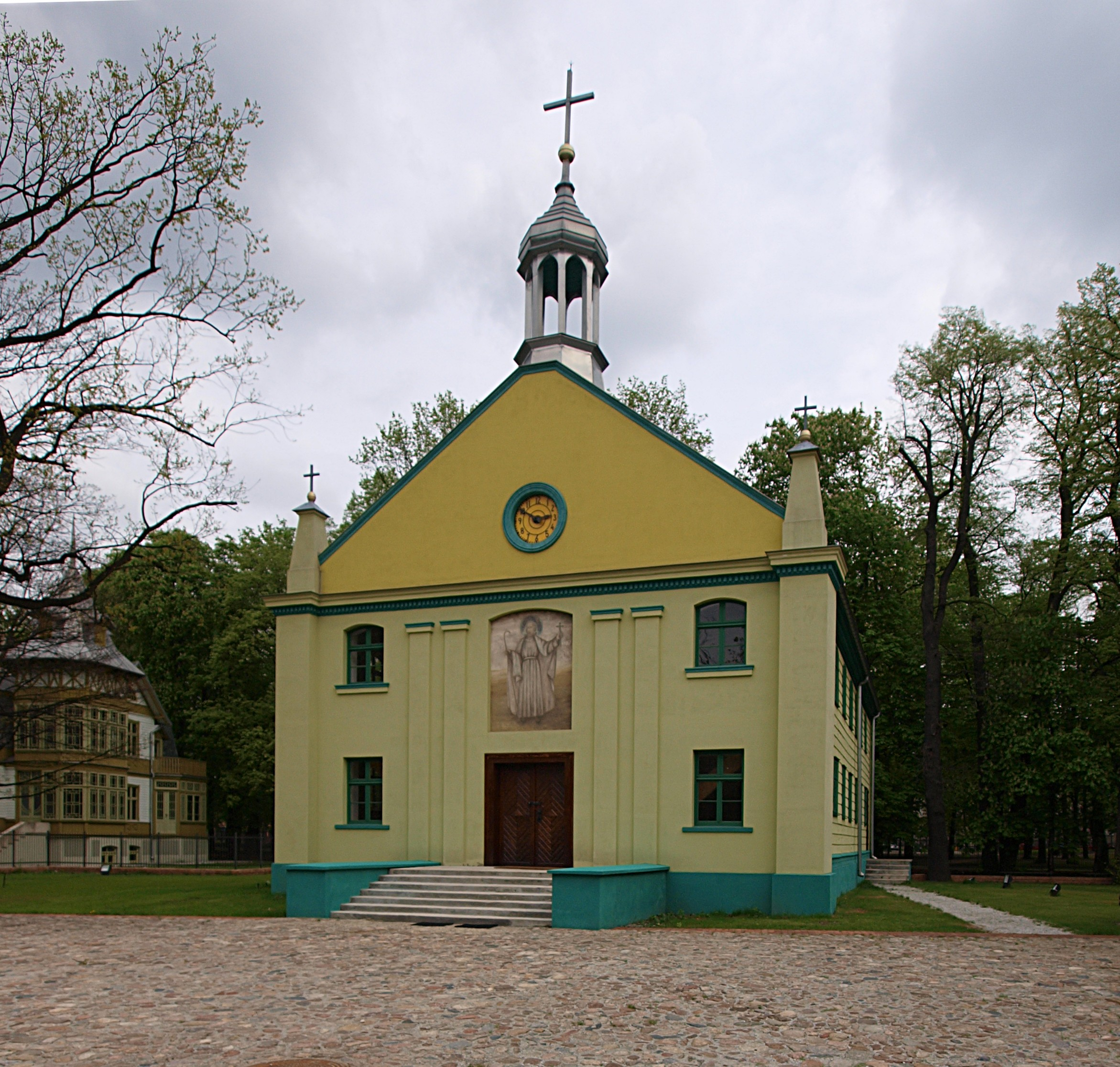
Die Kirche im Freilichtmuseum